# Мезецький Данило Іванович
Данило Іванович Мезецький (1628) — московський військовий і державний діяч, князь,стольник (1598 рік), кравчий (1599 рік), окольничий (1607 рік) , боярин (1617 рік), воєвода і дипломат, син кравчого князя Івана Семеновича Мезецького.

## Біографія
Князь Данило Іванович Мезецький почав свою службу в 1598 році, коли був наданий царем Борисом Годуновим в стольники. У наступному 1599 році отримав чин царського кравця.

## Служба при Василь Шуйський
Взимку 1606-1607 років князь Данило Мезецький брав участь в боях з болотніковцями і отримав в нагороду від царя Василя Івановича Шуйського чин окольничого. У тому ж 1606 році князь Д. І. Мезецький — другий голова за князя Михайла Васильовича Скопин-Шуйський під час оборони Москви від повстанської армії Івана Болотникова.
У 1607-1610 роках князь Данило Іванович Мезецкий служив воєводою в різних полках, які направляються царем Василем Шуйським проти І. Болотникова і Лжедмитрія II. Спочатку Д. І. Мезецький разом з І. Н. Ржевським були послані Василем Шуйським з Москви на Смоленщину, щоб повернути її під царську владу. Потім Данило Мезецький був призначений другим воєводою передового полку в поході першої російської раті під командуванням князя І. І. Шуйського під Калугу. Незабаром цар Василь Шуйський відправив до Калуги друге військо під проводом князів Федора Івановича Мстиславського і Михайла Васильовича Скопина-Шуйського. Іван Болотников і Лжепетр відправили з Тули в похід на Калугу повстанське військо. Царські воєводи вислали проти заколотників військо, що складається з трьох полків. Князь Данило Мезецький командував передовим полком. У битві на р. Вирка, під Калугою, царські воєводи розгромили болотниковців. У цій битві Д. І. Мезецький був поранений, і новим воєводою передового полку був призначений боярин Михайло Олександрович Нагой. Потім Д. І. Мезецький брав участь в поході царя Василя Шуйського на Тулу, з якого був відправлений на Кропивну проти заколотників. Царські воєводи Данило Іванович Мезецький і Федір Ісакович Леонтьєв взяли міста Кропивна і Одоев, залишивши в них гарнізони. У 1608 році окольничий Д. І. Мезецький — другий дворовий воєвода при обороні Москви від військ Лжедмитрія II, потім з царським полком стояв до весни біля Нікітських воріт столиці. З весни воєводи князі Федір Іванович Мстиславській та Данило Іванович Мезецкий був другим воєводою царського полку біля Нікітських воріт.
У 1608 році окольничий князь Данило Іванович Мезецкий був включений до складу посольства князя М. В. Скопина-Шуйського, відправленого в Новгород для збору ополчення і переговорів зі шведським королем про військову допомогу. Потім в якості воєводи Д. І. Мезецький вступив до війська під командуванням Михайла Васильовича Скопина-Шуйського. Навесні 1610 року Данило Мезецький разом з князем Андрієм Васильовичем Голіциним і Григорієм Леонтійовичем Валуєвим був відправлений з Москви на Можайськ. У червні того ж 1610 року був одним з воєвод в невдалої Клушинская битві.

## При Семибоярщині
Після повалення царя Василя Шуйського окольничий Данило Мезецький був одним з бояр, які ухвалювали рішення про покликання на вакантний російський трон польського королевича Владислава Вази. У вересні 1610 року окольничий князь Данило Іванович Мезецький увійшов до складу боярського посольства під керівництвом князя Василя Васильовича Голіцина і ростовського митрополита Філарета Романова, відправленого з Москви під Смоленськ. Під час тривалих переговорів з польським королем Сигізмундом Вазою князь Данило Мезецький погодився з ним співпрацювати і фактично зрадив інших членів російської делегації.
У 1612 році король Речі Посполитої Сигізмунд III Ваза відправив князя Д. І. Мезецького в Москву, щоб повідомити уряду Семибоярщини свої умови для воцаріння на російському царському престолі його сина Владислава. По дорозі Данило Мезецький втік до розташування другого ополчення і приєднався до нього.

## Служба за Михайла Федоровича
У 1613 році князь Данило Іванович Мезецький брав участь в Земському соборі, підписав соборну грамоту про обрання на царський престол Михайла Федоровича Романова. Д. І. Мезецький увійшов до складу уряду нового царя Михайла Федоровича.
У 1614 році був одним з воєвод в невдалому поході на Новгород і битві під Бронниця.
В кінці 1616 року боярин Федір Іванович Шереметєв і окольничий Данило Іванович Мезецький на чолі російської делегації були відправлені на переговори зі шведами з приводу повернення Новгорода і укладення мирного договору. У грудні російські і шведські посли зустрілися в селі Столбова, під Тихвіном, де почали мирні переговори. У лютому 1617 року був укладений так званий Столбовский мир, який завершив російсько-шведську війну (1610-1617 рр.). В нагороду князь Д. І. Мезецький був прийнятий царем Михайлом Федоровичем в бояри. У 1618 році боярин Данило Іванович Мезецкий брав участь в обороні Москви від польсько-литовської армії королевича Владислава Вази. У жовтні-грудні 1618 князь Данило Іванович Мезецкий разом з боярином Федором Івановичем Шереметєвим і окольничим Артемієм Васильовичем Ізмайловим уклав Деулинське перемир'я між Російським царством і Річчю Посполитою.
Влітку 1619 року боярин Д. І. Мезецький брав участь у зустрічі повернутого з польського полону Філарета Романова. У 1620-1622 роках перебував на воєводстві в Великому Новгороді. У 1627-1628 роках — голова Пушкарского наказу.
1628 року боярин князь Данило Іванович Мезецький помер, прийнявши перед смертю чернечий постриг під іменем Давида.